# لعلو
 لعلو  نام یکی از روستاهای استان فارس، در واقع شهرستان خنج می‌باشد.
این روستا در راه فرعی لار به خنج واقع شده است.
آب چاهایش نیمه شیرین، محصولاتش غلات و خرما است.